# Australopithecus
Australopithecus (letterlijk 'zuidelijke aap', van het Latijnse australis, 'zuidelijk', en het Oudgriekse πίθηκος, 'aap'), is een geslacht van uitgestorven mensachtigen dat leefde tussen 4,3 en 2 miljoen jaar geleden. 

## Australopithecus africanus
De naam werd in 1925 door Raymond Dart benoemd met de typesoort van het geslacht, Australopithecus africanus, waartoe een klein schedeltje behoorde dat hij had gevonden in een grote bak met fossielen die in 1924 uit de leisteengroeve van Taung (Zuid-Afrika) waren opgegraven. Het kreeg als bijnaam het Taungkind, naar de plaats waar het schedeltje was gevonden, dat waarschijnlijk aan een erg jong exemplaar had toebehoord. De vondst werd eerst door Britse geleerden afgedaan als behorende tot een uitgestorven mensaap, maar na de vondst van fossielen in 1947 bij Sterkfontein en Pretoria, in Zuid-Afrika, die blijkbaar tot dezelfde soort behoorden, erkende men algemeen dat dit dier bepaalde kenmerken had die het meer op een mens dan op een (basale) mensaap deden lijken. Niet alleen had Australopithecus zich kennelijk op twee benen voortbewogen, ook het gebit had kenmerken die meer mensachtig dan aapachtig waren. De hoektanden en voortanden waren kleiner dan bij een mensaap gebruikelijk is, en ook de gebitsboog was ovaler dan de duidelijke 'U' vorm die voor basale apen kenmerkend is. Andere kenmerken waren juist meer gelijkend op die van moderne basale mensapen, zoals de beperkte herseninhoud. Men had dus voor het eerst een vorm gevonden die het midden hield tussen een chimpansee en een mens en ook een die een stuk ouder was dan andere indertijd bekende fossiele mensachtigen.
De studie naar Australopithecus zou aldus een sleutelrol gaan vervullen in het onderzoek naar de vroege menselijke evolutie. Dat werd nog versterkt door de gewoonte om allerlei meer of minder direct aan A. africanus verwante vormen uit Afrika binnen het geslacht Australopithecus onder te brengen.

## Verdere soorten
In 1951 werd Paranthropus robustus door Sherwood Washburn en Bruce D. Patterson hernoemd tot een Australopithecus robustus. Dat bleef tot de jaren negentig een gangbare aanduiding, toen men weer terugkeerde naar Paranthropus.
In 1974 vonden Donald Johanson en Yves Coppens in Hadar (Ethiopië), bij de rivier Sawah, een voor vijfenveertig procent compleet skelet. Johanson en Tim White benoemden dit fossiel en gelijkaardige vondsten in 1978 als Australopithecus afarensis. Het fossiel kreeg de bijnaam 'Lucy', naar het Beatleslied Lucy in the Sky with Diamonds, dat gedurende de expeditie vaak in het basiskamp werd gedraaid.
In 1995 werd door een Franse onderzoeksgroep in de Bahr el Ghazal-vallei bij Koro Toro (Tsjaad) de overblijfselen van een drie miljoen jaar oude hominide aangetroffen die men de naam Australopithecus bahrelghazali gaf. De fossielen vertoonden overeenkomsten met Australopithecus afarensis. Het is tot op heden de enige vondst van een Australopithecus-soort uit Centraal-Afrika.
Tussen 1990 en 1997 vond men in Ethiopië, nabij het plaatsje Bouri, de fossielen van een 2,5 miljoen jaar oude Australopithecus, die in 1999 benoemd werd als Australopithecus garhi. 'Garhi' betekent in de streektaal 'verrassing'. Deze soort maakte bijna zeker gebruik van ruw gevormde stenen werktuigen, aangezien deze in ruime mate in de buurt van de fossielen werden gevonden. Het idee dat alleen het geslacht Homo stenen werktuigen maakte, is daarmee mogelijk achterhaald. Australopithecus garhi zou meer informatie over de overgang van Australopithecus naar Homo kunnen geven.
In 2008 ontdekte Lee Rogers Berger in een grot in Zuid-Afrika een aantal uitzonderlijk gave skeletten van een kleine twee miljoen jaar oud. Deze werden in 2011 door hem benoemd als de soort Australopithecus sediba.
In 2011 werden enkele kaakfragmenten gevonden in Ethiopië. Die werden in 2015 benoemd als de soort Australopithecus deyiremeda.
Alle vindplaatsen waren gelegen op meer dan 1000 meter hoogte. Sommige vindplaatsen zijn door geologische ontwikkelingen op een lagere hoogte gekomen. Gelijkaardige diersoorten zijn wel gevonden in laaglanden. De conclusie is dat Australopithecus niet in de tropische warme laaglanden of droge woestijnen heeft geleefd. Dit zou ook verklaren waarom Australopithecus niet uit Afrika is kunnen migreren.

## Fylogenie
Toen in 1951 alle bekende Australopithecinae onder Australopithecus werden geschaard, begon het geslacht te functioneren als een groep. Dat was problematisch omdat deze groep parafyletisch was: hij omvatte hoogstwaarschijnlijk niet alle nakomelingen. Algemeen wordt namelijk aangenomen dat Homo, de geslachtsnaam van de moderne mens, Homo sapiens, van een of ander lid van Australopithecus afstamt. Dat dwingt de onderzoekers ergens een grens te trekken tussen beide geslachten Australopithecus en Homo. De vraag waar men die grens wil leggen, kan echter in principe niet wetenschappelijk, door zintuiglijke waarneming, worden bepaald. Er kan ook geen echte grens bestaan juist vanwege de evolutionaire afstammingsrelatie die een geleidelijke ontwikkeling impliceert.
Vaak heeft men geprobeerd dit probleem op te lossen door Australopithecus als een stagnerende fase in de evolutie af te schilderen. De leden van het geslacht zouden kleine dieren geweest zijn, vegetariër, met een herseninhoud die niet significant afwijkt van die van basale mensapen en niet in staat tot werktuiggebruik. Zo'n twee miljoen jaar geleden zou er zich een evolutiesprong hebben voorgedaan toen plotseling het brein in grootte toenam, vlees gegeten werd en werktuigen in de lagen verschenen. Dat zou rechtvaardigen om van een nieuw geslacht Homo te spreken. Nieuwe vondsten hebben dit scenario echter onderuitgehaald. Het lijkt erop dat al veel eerder een werktuigcultuur ontstaan is. De lichaamsgrootte van Australopithecus blijkt veel variabeler dan gedacht. De toeneming in hersengrootte blijkt een complex verschijnsel te zijn dat niet eenvoudig met het eten van vlees samenhangt. Het is voorgesteld om de 'vroege Homo', dus Homo habilis en Homo rudolfensis, dan ook maar bij Australopithecus onder te brengen maar dat heeft weinig navolging gevonden. Zo wordt het probleem slechts verschoven.
De situatie is sinds de jaren negentig nog aanzienlijk gecompliceerd door de vondst en benoeming van nieuwe taxa. Er is een oude vorm aangetroffen die als een apart geslacht benoemd is: Ardipithecus. Meer afgeleid, dus "moderner" van bouw, is de soort die benoemd is als Australopithecus anamensis. Dat zou de directe voorloper kunnen zijn geweest van A. afarensis. Terwijl deze drie taxa nog op één enkele afstammingslijn geplaatst zouden kunnen worden, geldt dat niet voor Australopithecus bahrelghazali, Australopithecus deyiremeda en Australopithecus garhi waarvan de onderlinge relatie en de verhouding tot A. afarensis of de robuuste australopitheken, verwante grotere vormen met een gigantisch kauwapparaat, nog zeer onduidelijk is. Men is er toe overgegaan de robuuste vormen onder te brengen in eigen geslachten zoals Paranthropus. Sommige onderzoekers die menen dat A. africanus op de robuuste tak ligt, hebben dit aangegrepen om het geslacht Australopithecus tot alleen de typesoort te beperken. A. anamensis en A. afarensis worden dan ondergebracht in een eigen geslacht Praeanthropus. De invloedrijke Zuid-Afrikaanse onderzoekschool ziet A. africanus echter als een voorouder van de moderne mens, wellicht via A. sediba, en verwerpt deze oplossing. Al met al bestaat er dus geen consensus over dit vraagstuk.

## Taxonomie
- Geslacht: Australopithecus
  - Soort: Australopithecus afarensis † ("Lucy")
  - Soort: Australopithecus africanus †
  - Soort: Australopithecus anamensis †
  - Soort: Australopithecus bahrelghazali †
  - Soort: Australopithecus deyiremeda †
  - Soort: Australopithecus garhi †
  -  Soort: Australopithecus sediba †

Vroeger Australopithecus, nu geplaatst in het geslacht Paranthropus:
- Geslacht: Paranthropus
  - Soort: Paranthropus aethiopicus †
  - Soort: Paranthropus boisei †
  -  Soort: Paranthropus robustus †

## Meer afbeeldingen

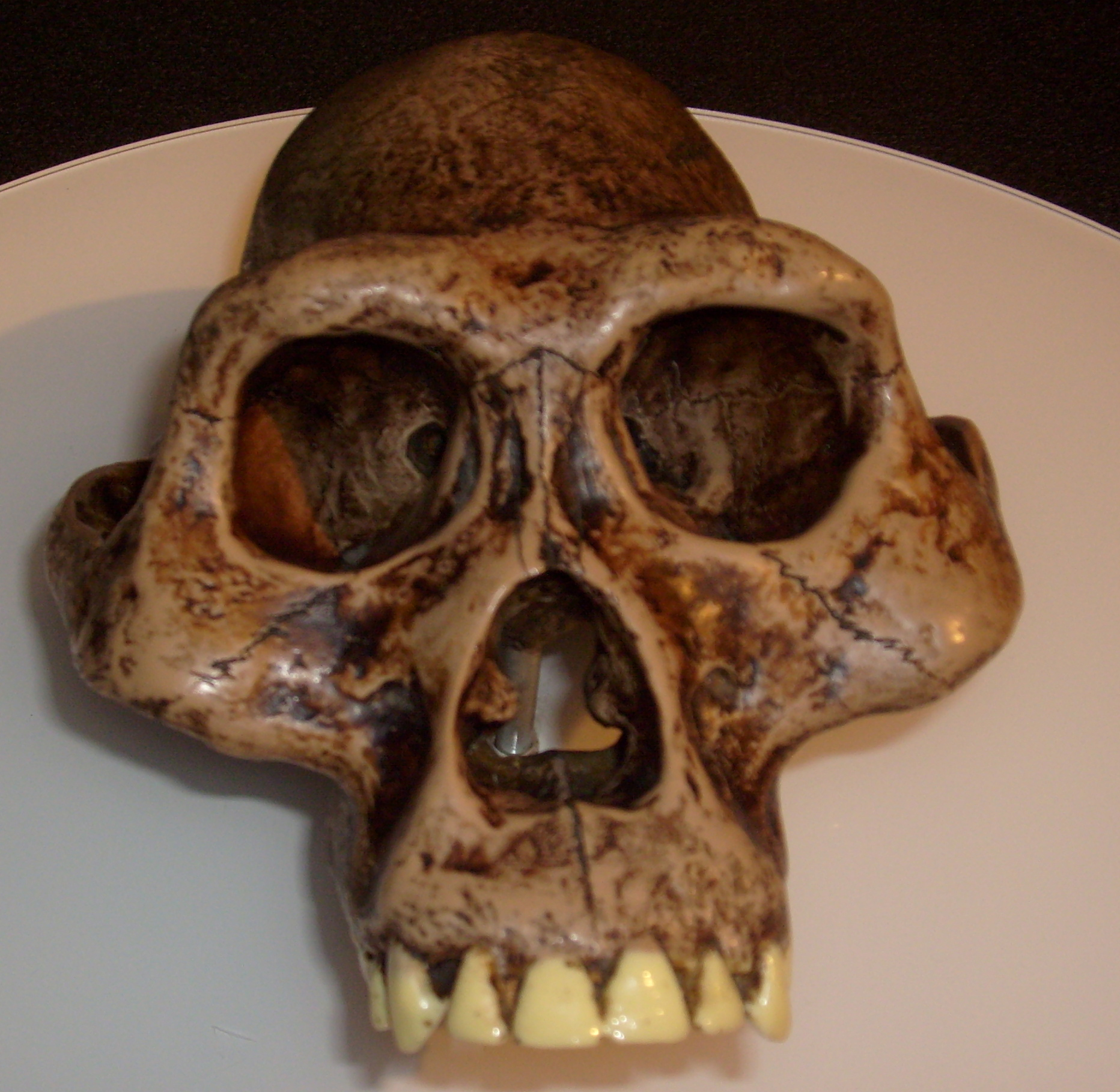
Australopithecus afarensis
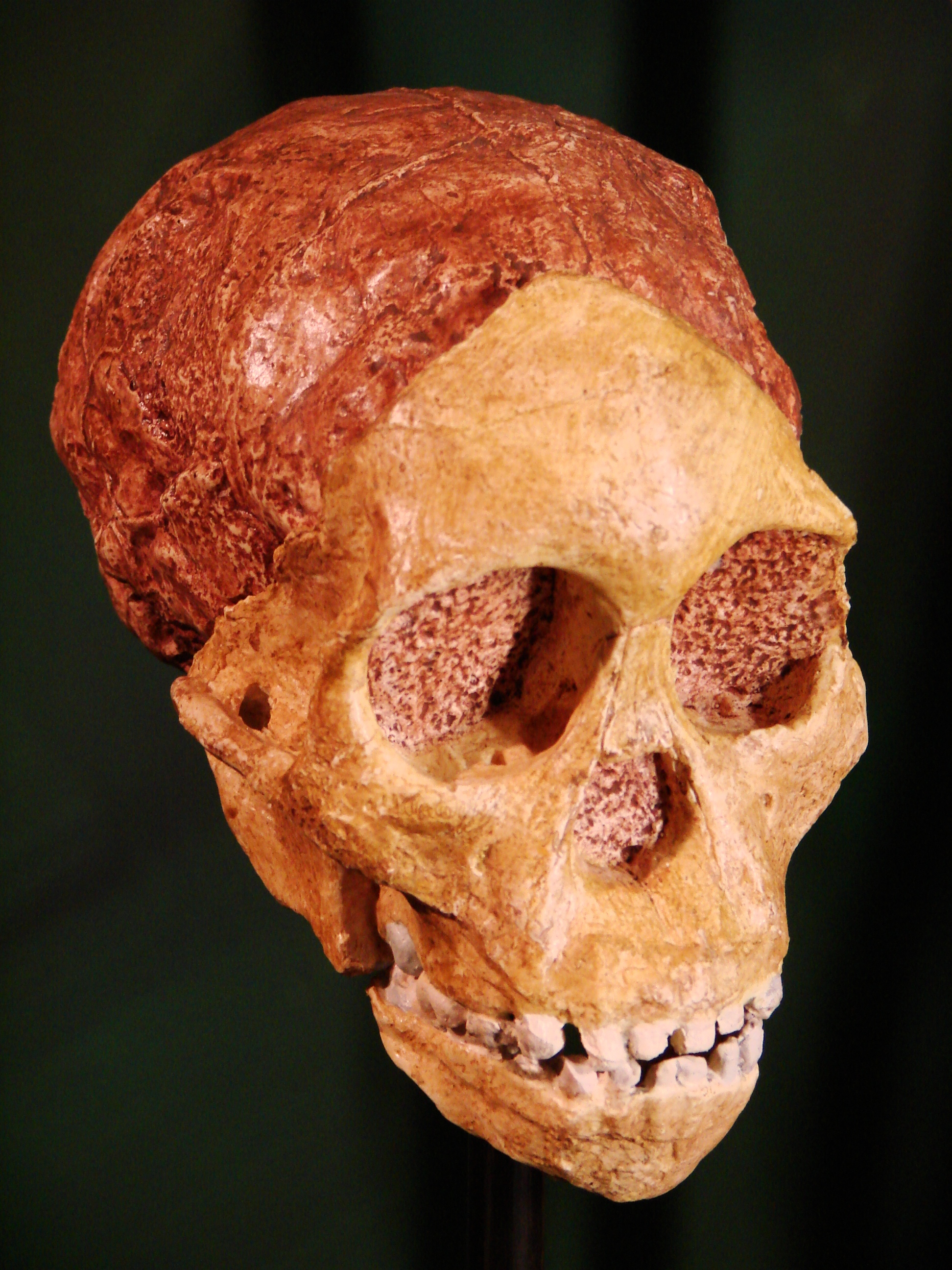
Australopithecus africanus
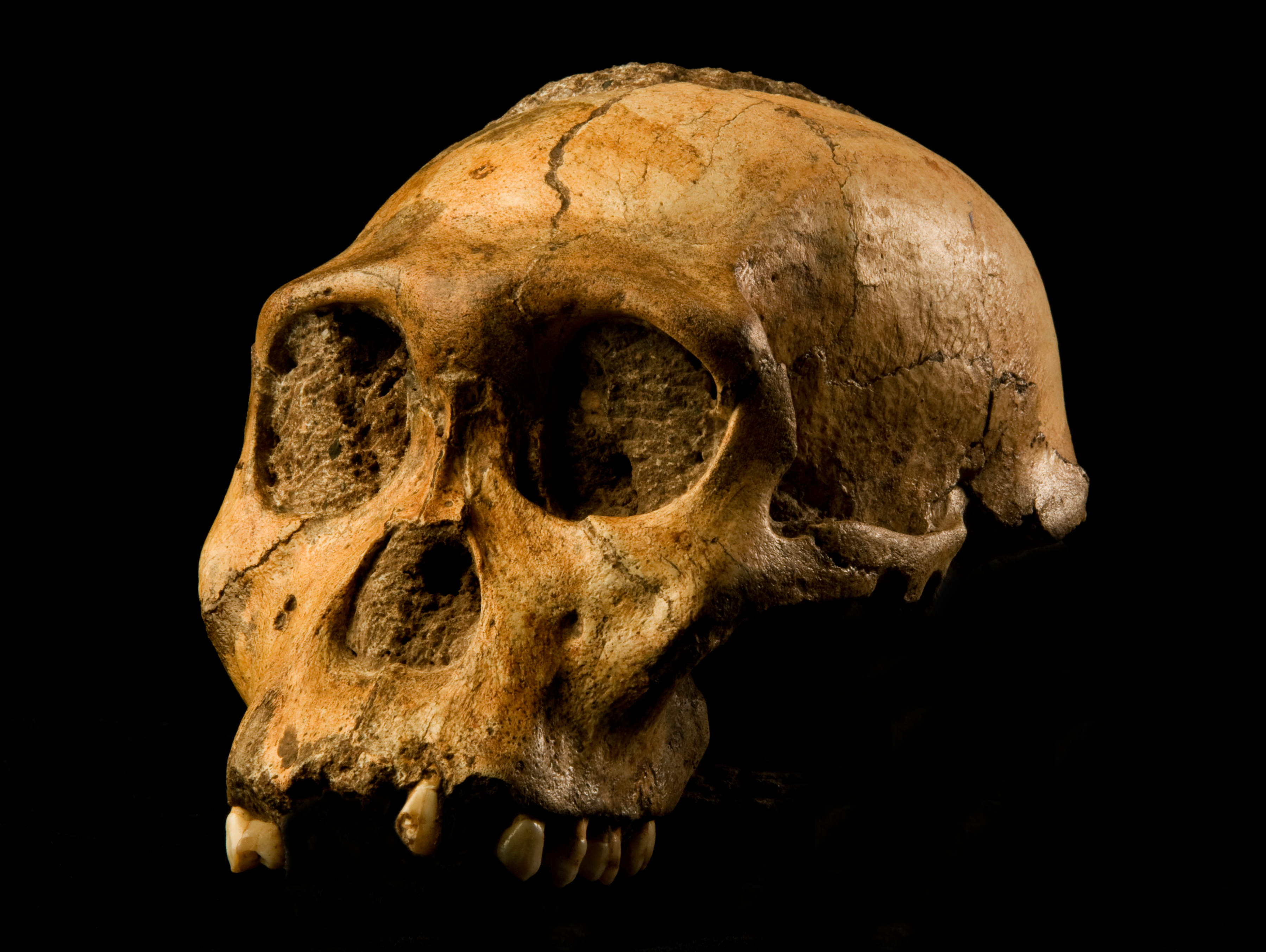
Australopithecus sediba

| Voorlopers en oude verwanten van de mens | Voorlopers en oude verwanten van de mens | Voorlopers en oude verwanten van de mens |
| Fossiel voorkomen                        | Geslacht                                 | Soorten |
| ---------------------------------------- | ---------------------------------------- | --- |
| 7 - 4,4 Ma                               | Sahelanthropus                           | Sahelanthropus tchadensis |
| 7 - 4,4 Ma                               | Orrorin                                  | Orrorin tugenensis |
| 7 - 4,4 Ma                               | Ardipithecus                             | Ardipithecus ramidus · Ardipithecus kadabba |
| 4,3 - 2 Ma                               | Australopithecus                         | A. anamensis · A. afarensis · A. bahrelghazali · A. africanus · A. garhi · A. sediba |
| 3,5 Ma                                   | Kenyanthropus                            | Kenyanthropus platyops |
| 2,5 - 1 Ma                               | Paranthropus                             | P. aethiopicus · P. boisei · P. robustus |
| tot heden                                | Homo                                     | H. antecessor · H. cepranensis · H. denisova · Homo erectus (Javamens · Pekingmens) · H. ergaster · H. floresiensis · H. gautengensis · H. georgicus · H. habilis · H. heidelbergensis · H. helmei · H. neanderthalensis · H. rhodesiensis · H. rudolfensis · Homo sapiens (H. s. idaltu · Cro-magnonmens · Red Deer Cave-mensen) |